# Víctor Álvarez
Víctor Álvarez Delgado (Barcellona, 14 marzo 1993) è un calciatore spagnolo, difensore svincolato.

## Carriera
Ha giocato in Primera División con l'Espanyol: una presenza nel 2010-2011, un'altra nel 2011-2012 e 18 nel 2012-2013.